# Statsbygg
Statsbygg ist die norwegische Baubehörde für staatliche Bauten und die Immobilienverwaltung der norwegischen Regierung. Darüber hinaus wird die Regierung in Bau- und Immobilienangelegenheiten beraten. Die Behörde untersteht dem Kommunal- og distriktsdepartementet. Die rund 850 Mitarbeiter verteilen sich auf den Hauptsitz in Oslo und die lokalen Büros in Porsgrunn, Bergen, Trondheim und Tromsø.

## Geschichte
Die Geschichte der Behörde reicht bis nach Eidsvoll und in das Jahr 1814 zurück, als durch königlichen Erlass ein Architekturberater für die öffentlichen Gebäude in und um Christiania ernannt wurde.
Dieses Amt wurde 1886 als Statens bygningsinspektorat gesetzlich verankert, das später seinen Namen in Riksarkitekten änderte. 1959 wurde das Büro in das Statens bygge- og eiendomsdirektorat (deutsch etwa: Staatliche Bau- und Eigentumsdirektion) umorganisiert, und ab 1993 wurde die Agentur als Verwaltungsgesellschaft Statsbygg organisiert. Das Unternehmen wurde  aufgespalten, als Entra eiendom am 1. Juli 2000 gegründet wurde. Dadurch wurden alle Gewerbeimmobilien von Statsbygg in einer separaten Gesellschaft mit beschränkter Haftung abgetrennt.
Das Eidsvoll-Gebäude ist eine der vielen bekannten Immobilien, das verwaltet wird. Insgesamt sind über 2300 Gebäude in Norwegen und im Ausland im Portfolio.

## Aufgaben
Statsbygg hat die Aufgabe, hochwertige öffentliche Einrichtungen und Arbeitsplätze für andere staatliche Behörden bereitzustellen und zu erhalten sowie in der Konzeptentwicklungs- und Planungsphase bestimmter Projekte als Berater zu wirken.
Als Beispiel gehörte dazu die Beauftragung von Bauprojekten wie dem Norwegischen Opernhaus in Oslo oder dem Svalbard Global Seed Vault auf Spitzbergen. Dazu werden viele nationale Kulturgüter, die norwegische Botschaften sowie die meisten der von Statsbygg in Auftrag gegebenen Gebäude und Grundstücke verwaltet.
Die Behörde realisiert aktuelle politische Ziele in den Bereichen Architektur, Planung, Denkmalschutz und Umwelt wie den Bau des Norsk havteknologisenter (Norwegisches Hafentechnologiezentrum), dessen Grundstein am 22. August 2023 in Tyholt gelegt wurde und das 2028 bezugsfertig sein soll.
Zu Statsbygg gehört die am 15. September 2017 gegründete Non-Profit-Organisation Digital Norway. Sie verantwortet die Digitalisierung der norwegischen Regierung und konzentrierte sich zudem auf die Belange kleiner und mittlerer Unternehmen.